# 1977 Shura
1977 Shura је астероид главног астероидног појаса чија средња удаљеност од Сунца износи 2,781 астрономских јединица (АЈ).
Апсолутна магнитуда астероида је 11,4.